# TVR 1
TVR 1 (rumänisch Televiziunea Română 1) ist der wichtigste öffentlich-rechtliche Fernsehsender Rumäniens, der zur Televiziunea Română gehört.

## Sendungen
Die wichtigste Sendung des Fernsehsenders heißt Jurnalul TVR, das Motto der Sendung lautet „Jurnalul așa cum ar trebui să fie !“ (deutsch: „Die Nachrichten, wie sie sein sollten!“). Dieser Spruch entstand als bewusste Abgrenzung zu den angeblich qualitativ schlechten Nachrichtensendungen anderer rumänischer Fernsehsender.
2017 war TVR 1 mit im Schnitt 95.000 Zuschauern täglich auf Platz 8 der Zuschauergunst in Rumänien.
TVR 1 überträgt wöchentliche Magazine in ungarischer (Kronika) und deutscher Sprache (Akzente und Magazin în limba germană) mit rumänischen Untertiteln für die Minderheiten Rumäniens. Beide Sendungen werden auch zweimal im Monat weltweit auf TVR International übertragen.

## Internationale Veranstaltungen, die übertragen werden
- Eurovision Song Contest
- Junior Eurovision Song Contest